# Milot (Alanie)
Milot est une ville et une ancienne municipalité du comté de Lezhë dans le nord-ouest de l'Albanie. Lors de la réforme du gouvernement local de 2015, elle devient une subdivision de la municipalité de Kurbin. La population au recensement de 2023 est de 6 193.
L’unité municipale de Milot est composée de la ville de Milot et de 14 villages, parmi lesquels Fushë Milot, Mal i Bardhë, Vinjoll, Shkopet, Ferr-Shkopet et Skuraj.
La ville se situe sur la rive sud de la rivière Mat. À proximité se trouve le célèbre Pont de Zogu nommé d’après le dirigeant Zog Ier d'Albanie. Le pont est construit en 1927 pour franchir la rivière Mat et améliorer l’accès au nord-ouest du pays.

## Histoire
Le 7 septembre 1457, la bataille d'Ujëbardha a lieu à Milot[citation nécessaire]. Il s’agit de la deuxième siège de Krujë, lorsqu’une armée albanaise dirigée par Skanderbeg brise l’encerclement de l’armée de l’Empire ottoman. La défaite est chroniquée en détail par l’historien ottoman Evliya Çelebi. La bataille d’Ujëbardha est l’une des plus grandes victoires de Skanderbeg.

## Personnalités notables
- Prenk Pervizi (1897–1977), général de l’armée zoguiste